# Šehzade Bájezíd (syn Ahmeda I.)
Şehzade Bayezid (listopad 1608 – 27. července 1635) byl osmanský princ a syn sultána Ahmeda I.

## Život
Bájezíd byl synem sultána Ahmeda I. a pravděpodobně jeho první konkubíny Mahfiruz Hatice Sultan. Byl jen o pár měsíců mladší než jeho bratr Murad (pozdější sultán Murad IV.). Když jeho otec 22. listopadu 1617 zemřel, byl spolu se svými bratry Mehmedem, Muradem, Sulejmanem, Kasimem a Ibrahimem uzavřen do tzv. zlaté klece, aby neohrožovali trůn během vlády nového sultána a strýce Mustafy I. Pravděpodobně byli uzavřeni i během vlády svého bratra Osmana II., během jehož vlády byl popraven princ Mehmed. Po znovusesazení Mustafy I. se vlády ujal Murad IV. Spolu se svým bratrem Sulejman byl Bájezíd zavražděn. Důvod popravy nebyl známý, nejspíš nebyli oblíbenými nástupci Murada IV. nebo se jej snažili o trůn připravit.